# Roman Kempf

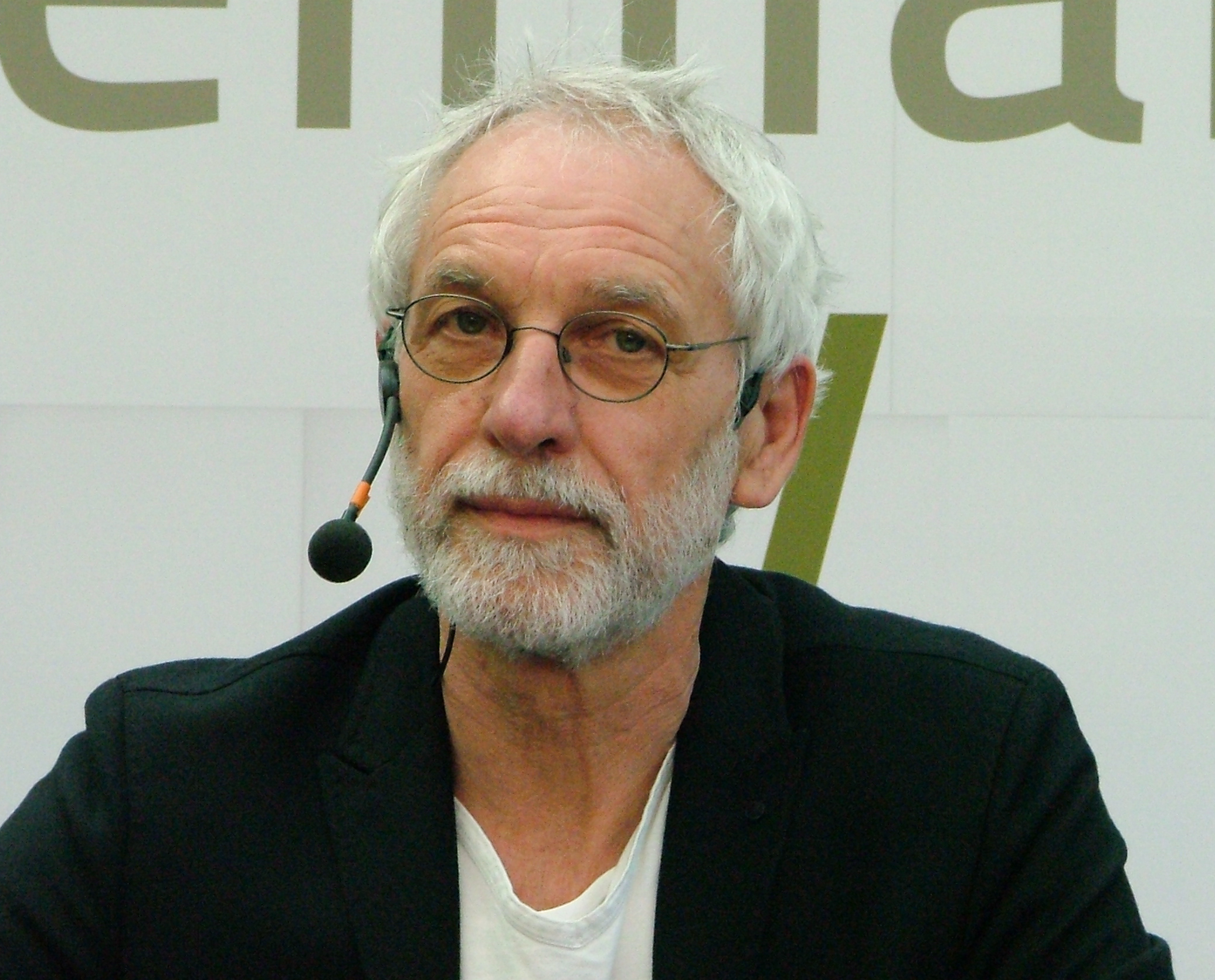
Roman Kempf, Lesung auf der Buchmesse Rheinland-Pfalz 2016

Roman Kempf (* 1953) ist ein deutscher Gärtner und Schriftsteller.

## Leben
Roman Kempf ist studierter Gärtner (Dipl.-Ing. (FH)) und lebt in Großheubach (Landkreis Miltenberg). Er ist verheiratet und hat drei Söhne.

## Ehrungen
- 2008 Gourmand World Cookbook Award in der Kategorie Bestes Wein-Literaturbuch in Deutschland für seinen Roman „Schöner Wein“.

## Werke (Auswahl)
Aufsätze
- Das Obst der römischen Gärten und die Äpfel der Amorbacher Mönche. In: Spessart. Monatsschrift für die Kulturlandschaft Spessart, 1993, Heft 4.
- Im 19. Jahrhundert ging der Weinbau zurück und die Armut der Landbevölkerung wurde drückend; der Obstbau wurde zu einem neuen landwirtschaftlichen Erwerbszweig. In: Spessart. Monatszeitschrift für die Kulturlandschaft Spessart, 1993, Heft 4, S. 3–9.

Bücher
- Schöner Wein. Pater Abels erster Criminalfall. 7. Auflage. LOGO Verlag Eric Erfurth, Obernburg 2007, ISBN 978-3-939462-04-0.
- Roter Stein. Pater Abels zweiter Criminalfall. 3. Auflage. LOGO Verlag Eric Erfurth, Obernburg 2010, ISBN 978-3-939462-09-5.
- Frankfurter Messe. Pater Abels dritter Criminalfall. 2. Auflage. LOGO Verlag Eric Erfurth, Obernburg 2011, ISBN 978-3-939462-16-3.
- Mönchspfeffer. Pater Abels vierter Criminalfall. 2. Auflage. LOGO Verlag Eric Erfurth, Obernburg 2013, ISBN 978-3-939462-22-4.
- Mainzer Rad. Pater Abels fünfter Criminalfall. 1. Auflage. LOGO Verlag Eric Erfurth, Obernburg 2015, ISBN 978-3-939462-27-9.
- Im Spessart. Abels sechster Criminalfall. 1. Auflage. LOGO Verlag Eric Erfurth, Obernburg 2017, ISBN 978-3-939462-31-6.
- Kaiserkrönung. Abels siebter Criminalfall. 1. Auflage. LOGO Verlag Eric Erfurth, Obernburg 2019, ISBN 978-3-939462-34-7.
- Weißes Gold. Abels achter Criminalfall. 1. Auflage. LOGO Verlag Eric Erfurth, Obernburg 2021, ISBN 978-3-939462-38-5.
- Hopfen und Malz. Abels neunter Criminalfall. 1. Auflage. LOGO Verlag Eric Erfurth, Obernburg 2023, ISBN 978-3-939462-41-5.

Hörbücher
- Schöner Wein. Pater Abels erster Criminalfall. Hörbuch. Gekürzte Lesefassung. LOGO Verlag Eric Erfurth, Obernburg 2010, ISBN 978-3-939462-15-6 (Gelesen von Arne Dechow. Mit Franziska Geyer als Marie).